# Grewia lasiodiscus
Grewia lasiodiscus är en malvaväxtart som beskrevs av Karl Moritz Schumann. Grewia lasiodiscus ingår i släktet Grewia och familjen malvaväxter. Inga underarter finns listade i Catalogue of Life.